# 長吻棘鰍
長吻棘鰍又名刺鳅為輻鰭魚綱合鰓目刺鰍亞目刺鰍科的其中一種，分布於亞洲泰國、馬來半島、印尼的淡水流域，則在中国，分布于各大水系，一般栖息于多水草的浅水区，體長可達38公分，棲息在泥底質的溪流、沼澤，可做為食用魚及觀賞魚。